# Liste der Kulturdenkmale in Pinnewitz
In der Liste der Kulturdenkmale in Pinnewitz sind die Kulturdenkmale des Nossener Ortsteils Pinnewitz verzeichnet, die bis Mai 2021 vom Landesamt für Denkmalpflege Sachsen erfasst wurden (ohne archäologische Kulturdenkmale). Die Anmerkungen sind zu beachten.
Diese Aufzählung ist eine Teilmenge der Liste der Kulturdenkmale in Nossen.

## Pinnewitz
| Bild                                    | Bezeichnung | Lage                          | Datierung                             | Beschreibung | ID       |
| --------------------------------------- | --- | ----------------------------- | ------------------------------------- | --- | -------- |
| Direkt Bild zu diesem Denkmal hochladen | Eisenbahnbrücke, Durchlass und Straßenbrücken                                                                        | (Flurstück 85/1) (Karte)      | 1877–1880                             | Eine Natursteinbogenbrücken über einen Feldweg an der Straße nach Oberstößwitz und ein Durchlass für den Kelzgebach durch den Bahndamm, sowie eine Straßenbrücke nach Höfgen über die Nebenbahn Riesa – Nossen (6613, sä. RN), in Bruchsteinmauerwerk, baugeschichtlich und technikgeschichtlich von Bedeutung | 09304463 |
| Direkt Bild zu diesem Denkmal hochladen | Wohnstallhaus eines ehemaligen Vierseithofes                                                                         | Am Hang 3 (Karte)             | Bezeichnet mit 1872, vielleicht älter | Stattliches Gebäude, Obergeschoss Fachwerk, Sandstein-Türstock, zeit- und landschaftstypisch, baugeschichtlich von Bedeutung. Fachwerk massiv, Sandstein-Türstock und -Fenstergewände, im Türstock mit 1872 bezeichnet.                                                                                        | 09268256 |
| Direkt Bild zu diesem Denkmal hochladen | Wohnstallhaus eines ehemaligen Dreiseithofes, mit Bauerngarten                                                       | Amselweg 4 (Karte)            | 2. Hälfte 19. Jahrhundert             | Obergeschoss Fachwerk, baugeschichtlich von Bedeutung. Fachwerk massiv untersetzt, Sandstein-Türgewände, mit Bauerngarten. | 09268260 |
| Direkt Bild zu diesem Denkmal hochladen | Wohnstallhaus eines Vierseithofes                                                                                    | Hohes Feld 1 (Karte)          | Bezeichnet mit 1906, älterer Kern     | Obergeschoss Fachwerk, baugeschichtlich von Bedeutung. Fachwerk massiv untersetzt, bildet Vierseithof mit Nummer 3. | 09268257 |
| Direkt Bild zu diesem Denkmal hochladen | Wohnstallhaus (mit rückwärtigem Anbau), Seitengebäude und Scheune eines Dreiseithofes sowie Hofmauer mit Torpfeilern | Kleiner Ring 6 (Karte)        | 1. Hälfte 19. Jahrhundert             | Alle Gebäude in Fachwerkkonstruktion, geschlossen erhaltener Bauernhof, baugeschichtlich und wirtschaftsgeschichtlich von Bedeutung. - Wohnstallhaus: Fachwerk massiv untersetzt - Wirtschaftsgebäude: Fachwerk massiv untersetzt, Fledermausgaupen - Scheune: Fachwerk massiv untersetzt                      | 09268259 |
| Direkt Bild zu diesem Denkmal hochladen | Wohnhaus | Leippener Straße 2 (Karte)    | 1. Hälfte 19. Jahrhundert             | Obergeschoss Fachwerk, baugeschichtlich von Bedeutung. Fachwerk massiv untersetzt. | 09268258 |
| Weitere Bilder                          | Herrenhaus des Rittergutes                                                                                           | Schloßpark 1 (Karte)          | Bezeichnet mit 1850, im Kern barock   | Bauwerk noch von klassizistischer Wirkung, lange Zeit im Besitz der Familie von Schönfeld, ortsgeschichtlich von Bedeutung. Mittelteil mit flach abschließendem Turm bekrönt, Seiten als kleine Flügel angesetzt. Biedermeierliche Tür.                                                                        | 09268251 |
| Direkt Bild zu diesem Denkmal hochladen | Wohnstallhaus eines Bauernhofes                                                                                      | Ziegenhainer Straße 6 (Karte) | Bezeichnet mit 1848                   | Obergeschoss Fachwerk, schöner Türstock, baugeschichtlich von Bedeutung | 09268253 |
| Direkt Bild zu diesem Denkmal hochladen | Wohnstallhaus eines Bauernhofes                                                                                      | Ziegenhainer Straße 9 (Karte) | Bezeichnet mit 1802                   | Obergeschoss Fachwerk, baugeschichtlich von Bedeutung. Fachwerk massiv untersetzt, mit Gartengrundstück und Stützmauer. | 09268255 |

## Tabellenlegende
- Bild: Bild des Kulturdenkmals, ggf. zusätzlich mit einem Link zu weiteren Fotos des Kulturdenkmals im Medienarchiv Wikimedia Commons. Wenn man auf das Kamerasymbol klickt, können Fotos zu Kulturdenkmalen aus dieser Liste hochgeladen werden:
- Bezeichnung: Denkmalgeschützte Objekte und ggf. Bauwerksname des Kulturdenkmals
- Lage: Straßenname und Hausnummer oder Flurstücknummer des Kulturdenkmals. Die Grundsortierung der Liste erfolgt nach dieser Adresse. Der Link (Karte) führt zu verschiedenen Kartendiensten mit der Position des Kulturdenkmals. Fehlt dieser Link, wurden die Koordinaten noch nicht eingetragen. Sind diese bekannt, können sie über ein Tool mit einer Kartenansicht einfach nachgetragen werden. In dieser Kartenansicht sind Kulturdenkmale ohne Koordinaten mit einem roten bzw. orangen Marker dargestellt und können durch Verschieben auf die richtige Position in der Karte mit Koordinaten versehen werden. Kulturdenkmale ohne Bild sind an einem blauen bzw. roten Marker erkennbar.
- Datierung: Baubeginn, Fertigstellung, Datum der Erstnennung oder grobe zeitliche Einordnung entsprechend des Eintrags in der sächsischen Denkmaldatenbank
- Beschreibung: Kurzcharakteristik des Kulturdenkmals entsprechend des Eintrags in der sächsischen Denkmaldatenbank, ggf. ergänzt durch die dort nur selten veröffentlichten Erfassungstexte oder zusätzliche Informationen
- ID: Vom Landesamt für Denkmalpflege Sachsen vergebene, das Kulturdenkmal eindeutig identifizierende Objekt-Nummer. Der Link führt zum PDF-Denkmaldokument des Landesamtes für Denkmalpflege Sachsen. Bei ehemaligen Kulturdenkmalen können die Objektnummern unbekannt sein und deshalb fehlen bzw. die Links von aus der Datenbank entfernten Objektnummern ins Leere führen. Ein ggf. vorhandenes Icon  führt zu den Angaben des Kulturdenkmals bei Wikidata.